# Згорње Страње
Згорње Страње (словен. Zgornje Stranje) је насељено место у општини Камник, Средњесловенска регија, Словенија.

## Историја
До територијалне реорганизације у Словенији било је у саставу старе општине Камник.

## Становништво
У попису становништва из 2011. године, Згорње Страње је имало 424 становника.
| Број становника према пописима | Број становника према пописима | Број становника према пописима |
| ------------------------------ | ------------------------------ | ------------------------------ |
| 1991                           | 2002                           | 2011                           |
| 374                            | 384                            | 424                            |

## Галерија
- улаз у насеље
- поглед на школу и део насеља